# FUNKY TOWN
《FUNKY TOWN》是安室奈美惠以个人单独名义在2007年4月4日发行的第33张单曲。以CD ONLY、CD+DVD兩形式發行。

## 簡介
- 與前作《Baby Don't Cry》相隔約三個月的新單曲，2007年第二張單曲，為第八張專輯《PLAY》的先行單曲。
- CD+DVD盤為以黑色為主調的黑盤，CD ONLY盤則為以白色為主調的白盤。
- 本人出演的Unilever Japan「新立頓 檸檬」廣告歌，為安室久睽兩年再度出演的廣告。
- B面歌為COLDFEET所製作的《Darling》。
- 音樂錄影帶的主題為架空的FUNKY TOWN，並於金色的迪斯科球上唱歌，安室奈美惠的影像亦投影於背景的螢幕。
- 本作的先行購入特典是以「安室奈美惠 FUNKY TOWN Original disco ball keychain」為主題的鎖匙扣。(CD+DVD盤為金色，CD ONLY盤則為銀色)

## 收錄曲

### CD
1. FUNKY TOWN
  - 作詞：michico／作曲：T.Kura, L.L.Brothers, michico／編曲：T.Kura
2. DARLING
  - 作詞：H.U.B.／作曲：LORI FINE／編曲：COLDFEET
3. FUNKY TOWN（Instrumental）
4. DARLING（Instrumental）

### DVD
1. FUNKY TOWN（Music Video）
  - 監督：内野政明

## 外部連結
- 安室奈美惠 avex Official web site（页面存档备份，存于）
- VISION FACTORY Artist Page（页面存档备份，存于）